# إميل فيك
إميل فيك (بالسويدية: Emil Fick)‏ هو عسكري سويدي، ولد في 18 يوليو 1863 في لاندسكرونا في السويد، وتوفي في 20 فبراير 1930 في Hedvig Eleonora Parish ‏ في السويد.

## وصلات خارجية
- إميل فيك على موقع أوليمبيديا (الإنجليزية)
- إميل فيك على موقع اللجنة الأولمبية السويدية (السويدية)